# 静岡県立沼津城北高等学校
静岡県立沼津城北高等学校（しずおかけんりつ ぬまづじょうほくこうとうがっこう）は、静岡県沼津市岡一色に位置する県立高等学校。通称は「城北」（じょうほく）、市外では「沼津城北」（ぬまづじょうほく）と呼ばれる場合もある。全日制普通科のみ設置している。

## 沿革

### 経緯
沼津城北高校の起源は、1902年（明治35年）、沼津市大手町に設立された片浜村外8箇村学校組合立駿東農林水産学校までさかのぼる。その校名から、設立当初は普通学校ではなく、農林科と水産科の2科を持つ農業学校であった（水産科は6年で廃止）。
昭和30年代には、全国的な農業人口減少により農業学校の需要も減少。高校の普通化を進めたい県の強い意向もあり、1963年に普通科を新設。終には伝統ある農学校の名を捨て静岡県立沼津北部高校と改称するに至る。その後1966年の農業科廃止、1970年の園芸科廃止を経て同校は完全普通科高校となった。1986年に校名を静岡県立沼津城北高校に変更となった。
なお旧農業高校時代の実習園や実習林のほとんどは現校地の外に所在していた。現校地も元々道路を隔てて隣接する2つの土地を合わせたもので、昭和60年代までその道路は校地中央を南北に貫く公道として存在していた。また隣接地区の区画整理事業と隣接国道の拡幅事業の二度にわたり本校校地の一部を事業用地として供出している。こうした経緯から本校は、静岡県立高校としては最も敷地面積が狭い。
更に2027年には少子化の影響を受け、沼津西高校と統合する方針であると、静岡県教育委員会が発表した。

### 年表
- 1902年
  - 4月17日 - 片浜村外8箇村学校組合立駿東農林水産学校として設立認可
  - 4月30日 - 駿東郡沼津町大手町の沼津高等小学校の一部を借り乙種程度農業学校として開校
- 1908年5月21日 - 水産科廃止に伴い片浜村外8箇村学校組合立駿東農林学校と改称
- 1913年3月3日 - 沼津大火発生により沼津高等小学校校舎焼失
- 1914年7月7日 - 駿東郡沼津町三枚橋字清水上222の1に新校舎完成・移転
- 1920年5月4日 - 校名を静岡県駿東農林学校と改称
- 1924年3月31日 - 甲種昇格に伴い第2部（乙種程度）を設置
- 1926年8月10日 - 駿東郡金岡村岡宮大豆島4番地に新校舎完成・移転
- 1927年4月1日 - 県立移管により静岡県立駿東農林学校と改称
- 1931年2月6日 - 静岡県立沼津農学校に改称
- 1942年3月27日 - 静岡県令第29号により組織を農業科第1種および第2種と変更
- 1944年12月31日 - 沼津海軍工廠拡張により校舎を沼津市岡一色875番地へと移す
- 1947年4月1日 - 静岡県立沼津農学校併設中学校を併置
- 1947年4月1日 - 学制改革により新制高等学校となり静岡県立沼津農業高等学校に改称・農業科及び園芸科を設置
- 1948年
  - 4月1日 - 小泉村外3箇村学校組合立佐野農業補習学校が県立移管に伴い静岡県立沼津農業高等学校佐野教場となる
  - 9月1日 - 定時制課程を設置
- 1953年4月1日 - 佐野教場が静岡県立裾野高等学校として独立
- 1955年3月31日 - 定時制課程廃止
- 1963年4月1日 - 普通科新設と共学化に伴い静岡県立沼津北部高等学校と改称
- 1966年3月31日 - 農業科廃止
- 1970年
  - 3月31日 - 園芸科廃止
  - 4月1日 - 完全普通科高等学校となる
- 1986年4月1日 - 静岡県立沼津城北高等学校と改称
- 1994年4月1日 - 現在の新校舎完成（5階建て）

## 教育組織
次の教育組織がある。
- 全日制課程
  - 普通科第1学年
    - （文理の別なし）

  - 普通科第2・3学年
    - 国公立文系コース（文系）
    - 理系コース（理系）
    - 総合コース（文系）

### 教育方針
4年制大学進学を目標としたカリキュラムも組まれている。また、エンゼルサロンと呼ばれる地域活動を行っている。保育の授業を利用して周辺住民の子育て支援を行っている。

## 学校行事
文化祭・体育祭は松濤祭の名を冠し、毎年5月上旬頃に全3日の日程で行われる。合唱コンクールのような全校参加イベントはなく、メインになるのは3年生による飲食物の模擬店と体育館で行われる各種ステージイベントである。同校の自由な校風はこの松濤祭にも反映され、教師側より特に厳しい制約が課せられることもなく、毎年思い思いの企画が実現する。なお、文化祭の第2日は一般公開日となっている。
また、毎年2月にはマラソン大会が行われる。

## 生徒会活動・部活動など
取り立てて部活動が盛んではないが、その中でレスリング部と弓道部は顕著な活躍を見せており、どちらも全国大会の常連である。特に男子レスリング部は昭和50年代からの強豪である。

## 通学手段など
- 生徒の主な通学手段
  - 自転車
  - 鉄道：JR御殿場線、東海道本線
  - 最寄り鉄道駅など：
    - JR御殿場線大岡駅より徒歩約20分
    - 富士急シティバス北小林線「光長寺」停留所より徒歩2分
    - 富士急シティバス城北高校前停留所より徒歩0分（生徒のみ利用可能）

## 著名な出身者
- 庄司清和（実業家、1958年沼津北部高校卒） - 米久グループ創業者、時之栖社長、天神屋会長
- 和泉容（歌手、1987年沼津城北高校卒） - 1994年、Be-Bとして『憧夢～風に向かって～』で第36回日本レコード大賞新人賞受賞
- 茶畑るり（漫画家・タレント、1996年沼津城北高校卒） - 在学中に四コマ漫画『へそで茶をわかす』をりぼんに連載
- 坂元龍斗（関西テレビアナウンサー）

## 脚註
1. ↑  静岡県内には、もう１つ静岡城北高等学校が存在する。